# 楊萬春
楊萬春，原作梁万春，后因韩语发生头音音变而讹为杨万春。原名取自明朝熊大木編寫的小說《唐書志傳通俗演义》。為高句麗末期一名將在朝鲜民間傳說中的名字（中國及朝鲜史書中均佚其名）。其在唐太宗征討高句麗之中，固守安市城（今辽宁鞍山市）不退，及後唐太宗在冬季即將到來的考量下決定班師。

## 名字
梁万春是熊大木所编著明朝小说《唐书志传通俗演义》中虚构的唐太宗征討高句麗時安市城主名字。壬辰倭乱时，明军官员吴宗道、李时发告诉朝鲜官员尹根寿说安市城主名为梁万春。清康熙八年（1669年），朝鲜显宗在经筵上询问大臣宋浚吉，宋浚吉回答安市城主名字是梁万春，提到是尹根寿从中国人那里得知的。

## 安市城之战
唐貞觀十六年（642年），渊盖苏文杀死荣留王自封为“大莫离支”后，杨万春不滿淵蓋蘇文弑君，拒绝接受渊苏盖文摄政。渊苏盖文曾发兵攻打安市城，但没有成功，因此只好让杨万春继续担任其职务。唐貞觀十八年（644年），太宗带领李世勣、李道宗、长孙无忌诸将率军十万亲征高句丽。唐貞觀十九年（645年），太宗冲破高句丽的防线准备攻打平壤，似乎大功在即。不料在安市（今辽宁鞍山）受阻，再也无法前行。
在攻安市城前，太宗就得知安市城地势难攻，安市城主杨萬春機智勇敢，有一支强大的守城部队。于是太宗打算先攻打较为容易的建安城（今辽宁营口）。这样安市城也就不攻而破。李世勣对此表示反对。他认为如果太宗先攻建安城，安市城就会切断唐从辽东的供给线使唐陷入被动。于是太宗决定还是先围攻安市城。当太宗和李世勣的部队到达安市城时，安市城的守城者见到太宗的旗帜就在城墙上大声漫骂。太宗大怒。李世勣请求太宗拿下安市城后坑殺全城百姓。这使得安市城的守卫者更加奋力抵抗唐军。就这样李世勣一时间拿不下安市城。一天，太宗從安市城中傳出殺雞宰豬的聲音。於是告訴李世勣說高句麗人可能在宴請守城部隊準備突襲。李世勣於是作好了高句麗會在晚上突襲的準備。事不出所料，安市城當晚真的對唐軍進行了突襲。不過早有防備的太宗，親自率兵擊退了高句麗的進攻。随同的李道宗开始在安市城的东南构筑一个用于进攻安市城的土山。为此，安市城也不断加高东南边的城墙。双方这样对峙了60天后，李道宗的土山已经高到可以看到安市城的里面。李道宗和他的手下傅伏爱登上了土山顶。忽然，土山出现了倒塌，并倒在了安市城的城墙上。安市城的城墙也因此倒塌。傅伏爱这时却擅离职守。高句丽趁乱发动进攻占领了土山，并使其成为安市城防守的武器。太宗一怒之下，公开处死了傅伏爱并下令对土山进行疯狂攻击。不过打了三天也没拿下来。李道宗于是赤脚向太宗请罪。不过太宗宽恕了他。
随着冬天的临近，唐軍的供给也开始匮乏。唐貞觀十九年九月十八日（645年10月13日），太宗下令班師，臨行前在安市城下炫耀兵威，安市城中皆緊閉城門不敢出戰，楊萬春登上城樓向太宗行拜禮辭別，太宗賞賜楊萬春縑帛百匹，以表揚楊萬春的忠誠。
2017年8月，由趙寅成、雪炫（AOA）等人所領銜主演的電影《安市城》，即在描繪此歷史戰役。

## 朝鲜文人笔下的安市城之战
高丽王朝文臣李穑（号牧隐）曾作诗咏太宗东征事，其中一句是“谓是囊中一物耳，那知玄花落白羽”，也就是说太宗的眼睛被安市城主的箭射中了。朝鲜王朝的文臣徐居正对此表示“當時雖有此事，史官必爲中國諱，毋怪乎其不書也。但金富軾《三國史》亦不載，未知牧老何從得此？”
17世纪末朝鮮王朝儒者金昌翕的文集《三渊集》中的一首送兄长金昌业去清朝北京的组诗中称射中太宗眼睛的安市城主名字叫杨万春 ，其后的许多笔记小说引用金昌翕的这首诗“高丽旧疆踔远矣。凤城或云是安市。千秋大胆杨万春。箭射虬髯落眸子。若道南汉形胜弱。文皇何如洪太始” 。
朝鮮學著李德懋的《青庄馆全书》中“安市城主世传姓名杨万春，三渊诗亦用之。然尹月汀漫录，已辨其出于唐书演义，不足取信。”質疑《三渊集》的可信度。同時，唐朝正史、同時期新羅的史料和同時期高麗王朝的史料，包括日本正史描寫這個時期的史書《日本書紀》都沒有關於太宗被射瞎一隻眼睛的記載。